# Тенистое
Тени́стое (до 1945 года Калымта́й; укр. Тінисте, крымскотат. Qalımtay, Къалымтай) — село в Бахчисарайском районе Республики Крым, центр Тенистовского сельского поселения (согласно административно-территориальному делению Украины — в Тенистовском сельском совете Автономной Республики Крым).

## Население
| 2001 | 2014  |
| ---- | ----- |
| 1176 | ↗1211 |

Всеукраинская перепись 2001 года показала следующее распределение по носителям языка
| Язык             | Процент |
| ---------------- | ------- |
| русский          | 64.29   |
| крымскотатарский | 23.64   |
| украинский       | 11.82   |
| другие           | 0.09    |

### Динамика численности
| - 1805 год — 182 чел. - 1864 год — 228 чел. - 1887 год — 411 чел. - 1892 год — 323 чел. - 1886 год — 210 чел. - 1897 год — 643 чел. - 1902 год — 317 чел. - 1915 год — 680/220 чел. - 1926 год — 694 чел. | - 1939 год — 967 чел. - 1974 год — 709 чел. - 1989 год — 960 чел. - 2001 год — 1176 чел. - 2009 год — 1273 чел. - 2001 год — 1211 чел. - 2009 год — 1273 чел. - 2014 год — 1211 чел. |

## География
Село расположено в долине реки Кача, в 22 км к западу от районного центра города Бахчисарая и железнодорожной станции Бахчисарай , в 7 километрах от берега Чёрного моря, высота центра села над уровнем моря 32 м. Транспортное сообщение осуществляется по региональной автодороге 35К-021 Бахчисарай — Орловка (по украинской классификации — Т-2701).

## Экономика
Ранее Тенистое — центральная усадьба колхоза им. В. И. Ленина, за которым было закреплено 2695 гектаров сельхозугодий, на 2014 год преобразованного в сельскохозяйственные предприятия, специализирующиеся на выращивании фруктов и винограда: «Сады Тавриды». ООО «Таврида-Агро» и ООО «Фермер ЛТД». В селе имеется холодильник для хранения фруктов и винограда на 1170 т.

## Социальная сфера
В Тенистом 8 улиц, площадь земель, приписанных к селу, 2,2 тысяч гектаров, на которой в 417 дворах, по данным сельсовета на 2009 год, числилось 1273 жителя На территории села расположены: Тенистовская школа на 560 мест (существует с 1968 года), детский сад «Ручеёк» на 60 мест, Дом культуры на 650 мест, библиотека, почтовое отделение, стадион, общежитие на 100 мест, амбулатория. Имеется православная церковь иконы Божией Матери «Всех скорбящих Радость», мечеть (в старинном здании, возвращённом верующим в 1999 году). Село связано автобусным сообщением с Бахчисараем, Севастополем и Симферополем

## История
У подножия горы Тас-Тепе, на вершине которого находилось укрепление, передовая застава херсонеситов, располагался могильник, по находкам в котором поселение датировали II—III, или IV веком. Позже, когда угроза нападения на селение со стороны кочевых племен стала меньше, жизнь с горы опустилась в долину. Так были основаны селения, которые в будущем составили нынешнее село. На месте нынешнего холодильника было село с названием Маалле (с крымскотатарского — «квартал»). От него до нынешних дней остались 3 дома.
В Камеральном Описании Крыма 1784 года, в Качи Беш Паресы Кадылыке бакчи-сарайскаго каймаканства записаны 2 деревни — Калмытай и Другой Калмытай, разные приходы-маале большой деревни. После присоединения Крыма к России (8) 19 апреля 1783 года, (8) 19 февраля 1784 года, именным указом Екатерины II сенату, на территории бывшего Крымского Ханства была образована Таврическая область и деревня была приписана к Симферопольскому уезду. После Павловских реформ, с 1796 по 1802 год, входила в Акмечетский уезд Новороссийской губернии. По новому административному делению, после создания 8 (20) октября 1802 года Таврической губернии, Калымтай был включён в состав Актачинской волости Симферопольского уезда.
По Ведомости о всех селениях в Симферопольском уезде состоящих с показанием в которой волости сколько числом дворов и душ… от 9 октября 1805 года, в деревне Калантай числилось 29 дворов и 182 жителя, исключительно крымских татар. На военно-топографической карте генерал-майора Мухина 1817 года в деревне обозначен 31 двор. В результате реформы волостного деления 1829 года Калантай, согласно «Ведомости о казённых волостях Таврической губернии 1829 года», отнесли к Дуванкойской волости (преобразованной из Чоргунской). На карте 1842 года в Калантае 62 двора.
- Центр Тенистого
- Западная окраина
- Средняя часть села
- Район бывших сёл Тас-Тепе и Мале.

В 1860-х годах, после земской реформы Александра II, деревня осталась в составе преобразованной Дуванкойской волости. Согласно «Списку населённых мест Таврической губернии по сведениям 1864 года», составленному по результатам VIII ревизии 1864 года, Калымтай — общинная татарская деревня (и владельческие дачи), с 44 дворами, 228 жителями и 3 мечетями при реке Каче. По обследованиям профессора А. Н. Козловского начала 1860-х годов, в селении имелись колодцы с пресной водой глубиной 2—4 сажени, а также жители пользовались водой из Качи. На трёхверстовой карте Шуберта 1865—1876 года в деревне Калантай обозначено 45 дворов. На 1886 год в деревне, согласно справочнику «Волости и важнѣйшія селенія Европейской Россіи», проживало 210 человек в 43 домохозяйствах, действовали мечеть и 2 лавки. По «Памятной книге Таврической губернии 1889 года», по результатам Х ревизии 1887 года, в деревне числилось 90 дворов и 411 жителей. На подробной (верстовой) карте 1889—1890 года в Калымтае обозначено 64 двора с крымскотатарским населением.
После земской реформы 1890-х годов деревня осталась в составе преобразованной Дуванкойской волости. Согласно «…Памятной книжке Таврической губернии на 1892 год», в деревне Колымтай, входившей в Калымтайское сельское общество, числилось 323 жителя в 56 домохозяйствах, владевшие 1346 десятинами земли. Перепись 1897 года зафиксировала в деревне Колымтай 643 жителя, из которых 531 мусульманин и 81 православный (в предыдущих и последующих счислениях населения цифра приводится почти вдвое меньше, потому происхождение этой непонятно). По «…Памятной книжке Таврической губернии на 1902 год» в деревне Калымтай, входившей в Калымтайское сельское общество, числилось 317 жителей в 52 домохозяйствах. В 1907 году в деревне было начато строительство мектебе. По Статистическому справочнику Таврической губернии. Ч.II-я. Статистический очерк, выпуск шестой Симферопольский уезд, 1915 год, в деревне Калымтай (на Каче) Дуванкойской волости Симферопольского уезда числилось 110 дворов с татарским населением в количестве 680 человек приписных жителей и 220 — «посторонних», из которых 385 мужчин и 295 женщин. Жители владели 1747 десятинами удобной земли. В хозяйствах имелось 129 лошадей, 60 волов, 93 коровы и 620 голов мелкого скота.
После установления в Крыму Советской власти, по постановлению Крымревкома от 8 января 1921 года была упразднена волостная система и село вошло в состав Бахчисарайского района Симферопольского уезда (округа), а в 1922 году уезды получили название округов. 11 октября 1923 года, согласно постановлению ВЦИК, в административное деление Крымской АССР были внесены изменения, в результате которых был создан Бахчисарайский район и село включили в его состав. Согласно Списку населённых пунктов Крымской АССР по Всесоюзной переписи 17 декабря 1926 года, в селе Колымтай, центре Колымтайского сельсовета Бахчисарайского района, числилось 183 двора, все крестьянские, население составляло 694 человека (355 мужчин и 339 женщин). В национальном отношении учтено: 642 татарина, 38 русских, 2 украинца, 1 эстонец, 11 записаны в графе «прочие», действовала татарская школа. По данным всесоюзной переписи населения 1939 года в селе проживало 967 человек.
Великая Отечественная война не прошла стороной мимо села. В 1941 году в окрестностях села проходил передовой рубеж обороны Севастополя. Оно находилось на территории IV сектора обороны, которую держала 8-я бригада морской пехоты Черноморского флота. В ноябре 1941 года в результате тяжелых боев немецкие войска в окрестностях села потеряли более 200 солдат убитыми. Об этих событиях говорит кладбище немецких солдат, которое находится в балке за бывшим селением Маалле. В 2002 году, по просьбе родственников из Германии, останки немецких солдат были перезахоронены. В 1944 году, после освобождения Крыма от фашистов, согласно
Постановлению ГКО № 5859 от 11 мая 1944 года, 18 мая крымские татары были депортированы в Среднюю Азию. 12 августа 1944 года было принято постановление № ГОКО-6372с «О переселении колхозников в районы Крыма» по которому в район планировалось переселить 6000 колхозников и в сентябре 1944 года в район приехали первые новосёлы (2146 семей) из Орловской и Брянской областей РСФСР, а в начале 1950-х годов последовала вторая волна переселенцев из различных областей Украины. Указом Президиума Верховного Совета РСФСР от 21 августа 1945 года Калымтай был переименован в Тенистое и Калымтайский сельсовет — в Тенистовский. С 25 июня 1946 года Тенистое в составе Крымской области РСФСР. Указом Президиума Верховного Совета РСФСР от 18 мая 1948 года, близлежащие селения Тас-Тепе и Мале включили в состав Тенистого. 26 апреля 1954 года Крымская область была передана из состава РСФСР в состав УССР. По данным переписи 1989 года в селе проживало 960 человек. С 12 февраля 1991 года село в восстановленной Крымской АССР, 26 февраля 1992 года переименованной в Автономную Республику Крым. С 21 марта 2014 года в составе Крыма аннексировано Россией.

## Тас-Тепеи Мале
Тас-Тепе́ (крымскотат. Taz Töpe, Таз Тёпе) и Мале — сёла, включенные в состав Тенистого, находились в восточной части современного, под горой Сары-Таис (народное название Тарелка), вдоль левого берега реки Качи. Скорее всего, во времена Крымского ханства Таз-Тепе, наряду с собственно Мале, был одним из кварталов (маалле) Калымтая и самостоятельным селением не являлся. Упомянутые в Камеральном Описании Крыма 1784 года как Качи Беш Паресы Кадылыка деревни Таз Тюпе и Другой Калмытай, больше в официальных документах XIX века не упоминается: ни в Ведомости о всех селениях, в Симферопольском уезде состоящих… 1805 года, ни в «Списке населённых мест Таврической губернии по сведениям 1864 года», нет и в «Памятной книге Таврической губернии 1889 года». Но, поскольку, реально деревни существовали, военные топографы аккуратно отмечали их на своих картах: в 1842 году — как малая деревня (менее 5 дворов), на трёхверстовой карте 1865—1876 года — только Тас-Тепе с 11 дворами, и на подробной карте 1890 года — в Тас-Тепе 16 дворов, в Мале — 14, с крымскотатарским населением. Единственный известный документ, где Таз-Тепе и Мале фигурируют, как сёла — Указ Президиума Верховного Совета РСФСР от 18 мая 1948 года о переименовании и объединении сёл Калымтай, Таз-Тепе и Мале в Тенистое.